# LWP Ewp
Die LWP Ewp der Elektrischen Lokalbahn Wien-Landesgrenze nächst Hainburg (L.W.P.) war eine Elektrolokomotivreihe, die auf der Pressburger Bahn eingesetzt wurde.

## Technik

Ewp im Urzustand

Die beim Generalunternehmer AEG-Union bestellten Lokomotiven wurden ab 1913 geliefert und waren die ersten und einzigen Vollbahn-Elektrolokomotiven, welche die Grazer Waggonfabrik produzierte. Das Lastenheft sah die Beförderung eines Zuges aus vier LWP Personenwagen mit insgesamt 110 Tonnen Anhängelast in der Ebene mit 60 km/h sowie bei 30 ‰ Steigung mit 30 km/h vor. Daraus ergab sich eine benötigte Leistung von rund 600 kW. Wie im zeitgenössischen Lokomotivbau üblich erfolgt der Antrieb durch einen einzelnen, langsamlaufenden und im Lokkasten situierten, 24-poligen kompensierten Reihenschlussmotor, welche die beiden Treibachsen über Parallelkurbel-Schrägstangenantriebe mit Blindwelle (Übersetzung 1:1) antreibt. Die beiden Treibachsen sind fest im Rahmen gelagert, von den beiden Laufachsen ist eine ebenfalls fest gelagert und die andere als seitenverschiebbare Adamsachse ausgebildet. Motor und Blindwelle sind in einem Stahlgussblock gelagert, welcher mit dem stählernen Lokrahmen verschraubt ist. Der ursprüngliche Lokkasten war aus Holz gefertigt und mit Blech beplankt. Anfangs besaß die Lok seitlich große Lüfterjalousien. Die Steuerung erfolgt über eine elektromagnetische Wechselstrom-Schützensteuerung für 300 V Spannung mit zwölf Fahrstufen. Die Maschinen verfügten ursprünglich über Kupplungen für Vollbahn und für Straßenbahn.

## Einsatzgeschichte

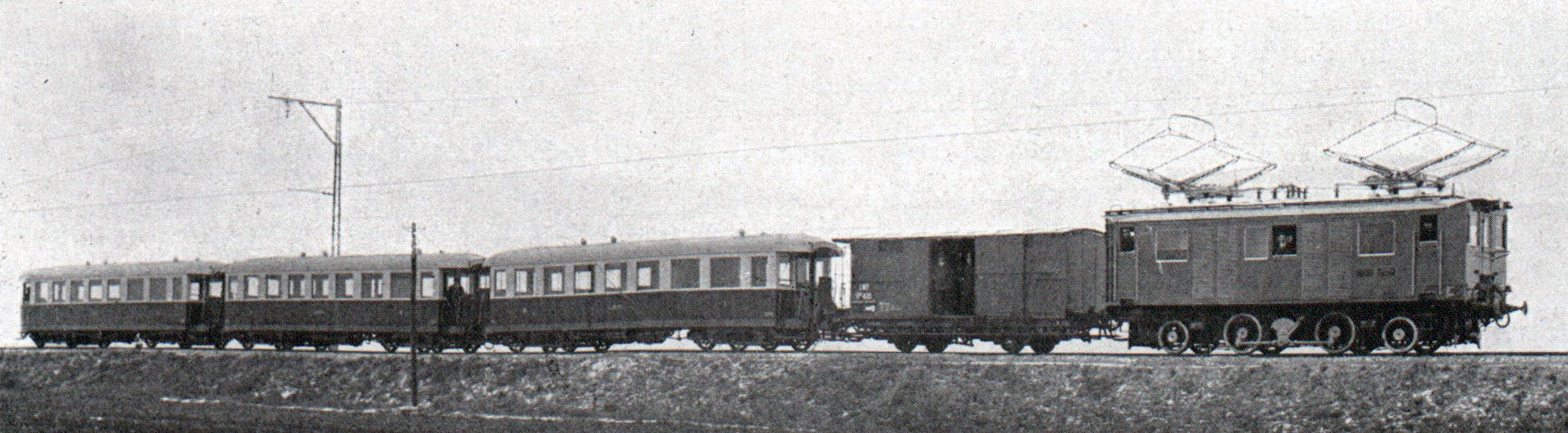
LWP Ewp mit Fernzug nach Pressburg (1914)

Als die Pressburger Bahn 1914 eröffnet wurde, standen zunächst sechs Maschinen mit den Nummern 1 bis 6 zur Verfügung, wobei die Nummer 6 der ungarischen Teilgesellschaft Pozsony Országhatárszéli Helyiérdekű Villamos Vasút (P.O.H.É.V.) gehörte. Großzügige Mess- und Probefahrten waren wegen des Ausbruchs des Ersten Weltkrieges im Juli 1914, der eine sprunghafte Steigerung des Verkehrs zur Folge hatte, nicht mehr möglich. Die Maschinen hatten sich sofort im Plandienst zu bewähren, und die monatlichen Laufleistungen stiegen von den prognostizierten 5.000 auf über 10.000 Kilometer. Meistens wurde mit Vier- und Fünfwagenzügen gefahren. Als ein Schwachpunkt der Konstruktion erwies sich der feingliedrige Stangenantrieb, der stets ein genaues Einstellen seitens der Werkstätte erforderte und oftmals Anlass zu Stangenbrüchen und Rahmenverzerrungen war.
1916 wurden weitere zwei Lokomotiven mit den Nummern 7 und 8 nachgeliefert. Ab 1921 übernahmen die Österreichischen Bundesbahnen (BBÖ) den Betrieb der Strecke, die die Lokomotiven mit 1005.01–08 bezeichneten und sie in der damaligen Zugförderungsleitung Groß-Schwechat stationierten. Die der P.O.H.É.V. gehörende Nr. 6 blieb nach dem Ersten Weltkrieg vorerst in der Remise in Kopčany abgestellt und wurde erst mit 26. 5. 1925 von den BBÖ als 1005.08 ins Nummernschema eingereiht.
Die beiden ursprünglichen wuchtigen AEG-Scherenstromabnehmer stellten sich mit der Zeit als zu schwerfällig heraus, wodurch es immer wieder zu Schäden an der Fahrleitung kam. Ab 1929 erhielten die Maschinen zwei Bügel der zwischenzeitlich entwickelten BBÖ-Einheitstype II mit speziellem Schleifstück (Frischerplatte). Nach dem Anschluss Österreichs an das Deutsche Reich am 12. März 1938 gingen die BBÖ in der Deutschen Reichsbahn (DR) auf, die den Lokomotiven die Reihenbezeichnung E 72 gab.
Ab 1953 wurden die Lokomotiven zur Reihe 1072. Ende der 1950er Jahre wurden die nach dem Krieg verbliebenen sechs Lokomotiven in der Hauptwerkstätte Linz modernisiert. Sie erhielten einen neuen verschweißten Kasten, neue Stromabnehmer der ÖBB-Einheitstype und Druckluft- statt Vakuumbremsen.

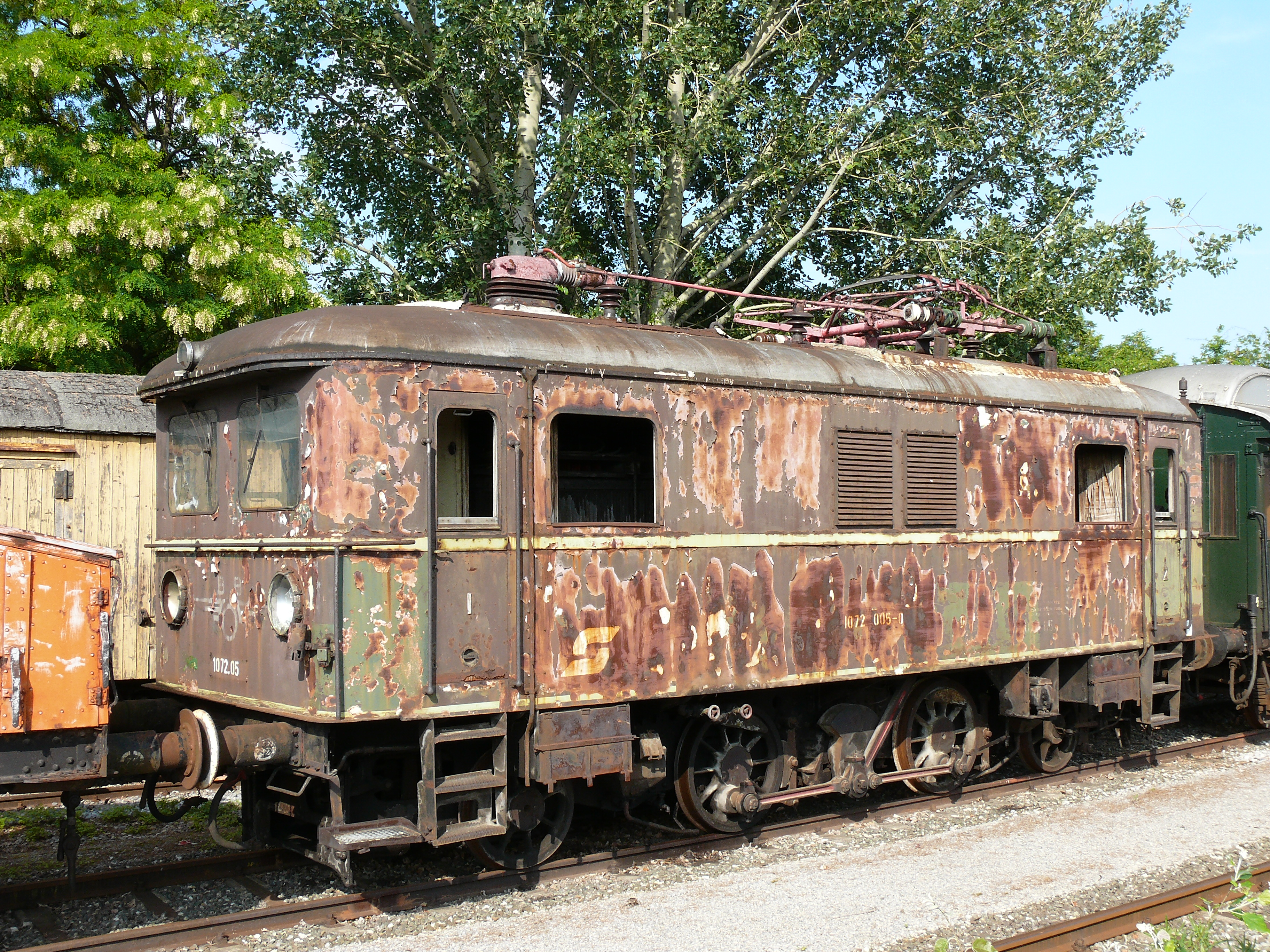
1072.05 in Schwechat

Mit einem Dienstgewicht von 56 Tonnen und einer Höchstgeschwindigkeit von 60 km/h waren diese Maschinen typische Lokalbahnlokomotiven und passten durch ihren wartungsaufwendigen Stangenantrieb nicht mehr in die „moderne Zeit“. Dennoch leisteten sie noch bis 1975 Traktionsdienst und wurden nach und nach von den Triebzügen der Reihe 4030 abgelöst.
Die 1072.04 ist seit 1975 mit der falschen Nummer 1072.01 versehen. Nach ihrer Ausmusterung war sie von 1977 bis 1986 im Lokomotivschuppen des Bahnhofs Weilheim (Oberbay) abgestellt. Die Maschine wurde vom Verband der Eisenbahnfreunde (VEF) von einer deutschen Eisenbahnsammlerin erworben und am 21. September 2014 mit einem Hilfszug vom Eisenbahnmuseum Strasshof ins Eisenbahnmuseum Schwechat überstellt. Die durch lange Abstellung im Freien zunehmend desolate 1072.05 war bis Jänner 2018 in Marchegg nicht öffentlich abgestellt und wurde danach im Auftrag des technischen Museums verschrottet. Damit ist nurmehr eine Lokomotive dieser Serie erhalten.